# Dori Sanders
Dorinda Sanders, más conocida como Dori Sanders (Filbert, Carolina del Sur, 1934) es una novelista, escritora culinaria y agricultora afroamericana. Ganó el premio Lillian Smith Book Award 1990 por su novela, Clover, y el Premio a la Trayectoria Craig Claiborne de la Southern Foodways Alliance.

## Trayectoria
Sanders nació en Carolina del Sur, Estados Unidos, en una familia dedicada la agricultura, al cultivo de melocotones y verduras. La octava de diez hermanos, es agricultora de cuarta generación.
En 1991, cuando tenía 56 años, publicó su primera novela: Clover. Narraba la historia de una niña negra de diez años sufre la muerte de su padre al poco de casarse con una mujer blanca, y su adaptación a su nueva madre, y la de esta a la comunidad rural negra de Carolina del Sur.
Su libro se tradujo en cinco idiomas y ganó el premio Lillian Smith Book Award 1990. Galardón anual que concede el Consejo Regional del Sur y las Bibliotecas de la Universidad de Georgia, a autores que siguen el legado de la escritora Lillian Smith contra la discriminación racial y social en el sur de Estados Unidos.
En 1993 publicó su segunda novela, Her Own Place, sobre una mujer que compra una granja, la trabaja, cría una familia y se muda a la ciudad. Y en 2005, Promise Land: A Farmer Remembers, en la que narró la historia de su familia, desde la explotación de los aparceros afroamericanos, la amenaza del Ku Klux Klan...hasta las dificultades de los agricultores negros en el siglo XXI. El relato es una adaptación de su discurso en el Simposio Anual de la Southern Foodways Alliance (Universidad de Misisipi) en 2004.[cita requerida]
También escribió el libro de cocina, Dori Sanders' Country Cooking (1995) que mezcla recetas y anécdotas.[cita requerida]

## Reconocimientos
En  2011 ganó premio Craig Claiborne Lifetime Achievement Award que concede anualmente Southern Foodways Alliance, a figuras del ámbito de la gastronomía. En su video de celebración, Sanders contó cómo su padre, un maestro de escuela rural, compró la tierra en torno al año 1915 y empezó a cultivar melocotones a principios de la década de 1920.
Escribe la mayor parte de su obra en la temporada baja del trabajo en el campo, y. da charlas en escuelas y bibliotecas.

## Libros
- Clover. (1991, Algonquin Books) ISBN 978-1616203405
- Her Own Place. (1993, Chapel Hill: Algionquin Books)  ISBN 978-1611172447
- Dori Sanders' Country Cooking: recipes and stories from the family farm stand (1995, Algonquin Books) ISBN 978-1565121171
- Promise Land: A Farmer Remembers (2005, Novello Festival Pr) ISBN 978-0976096306